# Saint-Saturnin-de-Lenne
Saint-Saturnin-de-Lenne település Franciaországban, Aveyron megyében. Lakosainak száma 325 fő (2022. január 1.). Saint-Saturnin-de-Lenne Campagnac, La Capelle-Bonance, Saint-Martin-de-Lenne, Saint-Geniez-d'Olt-et-d'Aubrac és Sévérac-d'Aveyron községekkel határos.

## Népesség
A település népessége az elmúlt években az alábbi módon változott:
| Lakosok száma | 505  | 406  | 379  | 353  | 337  | 314  | 295  | 284  | 297  | 325  |
|               | 1968 | 1982 | 1990 | 2006 | 2013 | 2015 | 2017 | 2019 | 2020 | 2022 |